# Jaki Jurgec
Jaki Jurgec, slovenski baritonist, operni in koncertni pevec, * 1972, Maribor, Slovenija.
Zaposlen je v SNG Maribor.

## Šolanje
Akademija za glasbo v Ljubljani, diploma 2000
Akademija Verdiana Carlo Bergonzi v Italiji - diploma 2002
Izpopolnjeval se je pri baritonistu Nikoli Mitiču (Beograd, Srbija), pri baritonistu Viktorju Kurinu (Kiev, Ukrajina), pri tenoristu Carlu Bergonziju, mezzosopranistki Alenki Dernač Bunta in v mestu Bayreuth kot štipendist Wagnerjevega sklada.

## Vloge
Vloga   (predstava - skladatelj)
- Don Pasquale (Don Pasquale - Donizetti)
- Dulcamara (Ljubezenski napoj - Donizetti)
- Sulpice (Hči polka - Donizetti)
- Figaro (Seviljski brivec - Rossini)
- Taddeo (Italijanka v Alžiru - Rossini)
- Marcello (La Boheme - Puccini)
- Schounard (La Boheme . Puccini)
- Sharples (Madame Butterfly - Puccini)
- Mandarin (Turandot - Puccini)
- Lescaut (Manon - Massenet)
- Bretigny (Manon - Massenet)
- Albert (Werther - Massenet)
- Papageno (Čarobna piščal - Mozart)
- Don Alfonso (Cosi fan tutte - Mozart)
- Masetto (Don Giovanni - Mozart)
- Peter (Janko in Metka -  Humperdinck)
- Gérard (Andrea Chenier - Umberto Giordano)
- De Seriex (Fedora - Umberto Giordano)
- Lindorf, Miracle, Daperttutto in Coppelius (Hoffmannove pripovedke - Offenbach)
- Boris Tomofejevič (Lady Macbeth Mcenskega okraja - Šostakovič)
- Amonastro (Aida - Verdi)
- Ezio (Attila - Verdi)
- Rodrigo (Don Carlo - Verdi)
- Ford (Falstaff - Verdi)
- Melitone (Moč usode - Verdi)
- Paolo (Simon Boccanegra - Verdi)
- Germont (La Traviata - Verdi)
- Baron Douphol (La traviata - Verdi)
- Marullo (Rigoletto - Verdi)
- Mercutio (Romeo in Julija - Gounod)
- Silvio (Cavalleria rusticana - Mascagni)
- Niko (Ekvinokcij - Kozina)
- Lorenzov dvojnik (Črne maske - Kogoj)
- ČuČu (Krog s kredo - Osterc)
- Svečenik (Pesnik in upornik - T. Svete)
- Kralj (Granatno jabolko - T. Svete)
- Hannes (Marpurgi - Šenk / Pison)
- Grof Suvarin (Princesa vrtoglavka - J. Ipavec)
- Tondo (Zlatorog - V. Parma)
- Francfernandl (Kdo upa ne odneha - V. Avsec)
- Baritone (Carmina burana - Orff)
- Gobineau (Medij - Menotti)
- Frederic (Lakme - Delibes)
- Higgins (My Fair Lady - Loewe)
- Thénardier (Les Misérables - Schönberg)
- Captain Smith (Titanik - Yeston)
- Fedja (Goslač na strehi - J. Bock / S. Harnick)
- Cirkuški direktor (Ognjemet - P. Burkhard)
- Morales (Carmen - Bizet)
- Dancaire (Carmen - Bizet)
- Ječar (Pogovori Karmeličank - F. Poulenc)
- Veliki svečenik (Samson in Dalila - Saint - Saēns)
- Falke (Netopir - Strauss)
- Frank (Netopir - Strauss)
- Donner (Rensko zlato - Donner)
- Unbekannter (Mystery - G. Stampfer)
- Ade Plutone (Hymnus - S. Pellegrino)
- ...in številne druge.

## Priznanja
- Glazerjeva listina
- Priznanje za odličnost - Parma Lirika, Italija.[1]